# Дідковський Ігор Миколайович
Дідковський Ігор Миколайович (народився 22 липня 1966, м. Судова Вишня Городоцького (Мостиського) району Львівської області) — філософ, меценат, науковець, поет. Голова Піклувальної ради Трипільської культури України, меценат книги братів Капранових «Мальована історія незалежності України», автор і ведучий телепередач «Життя триває», «НебоСхил», голова Піклувальної ради Національного музею «Івана Гончара», автор культурно-освітньої екосистеми «РОДОВІДсвіт» (РОДОВІДсіч, РОДОВІДгалерея, РОДОВІДмузей, РОДОВІДшкола, Інститут РОДОВІДстипендії, мережа РОДОВІДамбасадорів, Всеукраїнського освітньо-методологічного відбору "РодовідУчитель2022/23/24" разом з МОН України, РОДОВІДсистеми особистісного розвитку учасників освітнього процесу). Голова Наглядової ради Науково-дослідного інституту «NanoSapiens», керівник Національної програми превентивної медицини «Україна здорова», голова Наглядової ради Таврійського Національного Університету імені Володимира Вернадського та Національного університету «Одеська політехніка», почесний доктор філософії Національного університету «Одеська політехніка» та Національного університету «Острозька академія».

## Життєпис
У 1983 році закінчив Броварську середню школу № 7;
З 1983 по 1984 р.р. працював токарем на Броварському заводі світлотехнічних виробів;
З 1984 по 1985 р.р. вчився в Українській сільськогосподарській академії;
З 1985 по 1987 роки служив у лавах радянської армії;
З 1987 по 1992 роки навчався на філософському факультеті Київського національного університету ім. Тараса Шевченка (отримав диплом з відзнакою і ступінь магістра філософських наук);
У 1992  році — керівник Київського відділення міжнародного фонду сприяння іноземним інвестиціям;
1992—1993   р.р. — консультант відділу з питань соціальної сфери Адміністрації Президента України;
1994  рік — завершена робота «Теорія національного егоїзму, або Філософія світового порядку».
1993—1997   р.р. — генеральний директор ТОВ «Євро Пласт»;
1994—1996  р.р. — редактор журналу «UKRAINE REPORT» у Мюнхені;
1997—2002  р.р. — генеральний директор ТОВ «Віжн ХХІ медіа груп»;
2002—2007  р.р. — генеральний директор ТОВ «Продюсерський центр „РОДОВІД“» (завершення і продюсування фільму Юрія Іллєнко Молитва за гетьмана Мазепу з Богданом Ступкою)
2003—2011   р.р. — засновник і видавець журналу «Пенсія»
З серпня 2007 — по червень 2009  р.р. — голова партії «Віче»
Співавтор книги «План розвитку країни» (наклад 1 млн, 2005)
2007—2010 роки — директор КММК «Мистецький арсенал». За часів його керівництва було повністю створено той «Мистецький арсенал», котрий ми знаємо зараз. Були заново відлиті з бетону, зруйновані авіабомбою ще у 1943 році стрілчасті арки, підсилені всі колони і фундаменти, відреставровані усі фасади, а також створена унікальна конструкція даху, вкритого міддю, встановлені нові дерев'яні вікна та встановлені ворота "Древо України" виробництво компанії "Писанка" міста Городок Львівської області.
Задовго до виконання функцій директора, ще у 1999 році ним була придумана назва  «Мистецький арсенал» та ДП КММУ «Мистецький арсенал» при Міністерстві Культури України у 2001 році, а у 2005 року передано «Мистецький арсенал» в Державне управління справами. 
Один з організаторів 1-го міжнародного архітектурного конкурсу на концепцію забудови території Мистецького арсеналу (9,8 гектарів). Організацію було доручено відомій німецькій компанії Фазер Айнц. У конкурсі взяли участь 126 архітектурних компаній з усього світу, в тому числі 21 українська. Переможцем було визнано концепцію культового архітектора з Японії — Арати Ісодзакі. Консультантами Ігорем Дідковським було залучено відомих музейників світового рівня, у тому числі Дітера Богнера, який побудував у Відні «Музейний квартал», площею 62 000 кв.м. 
До 2010 року в Мистецькому арсеналі навіть під час будівельних робіт була проведена низка культурно-масових заходів. А саме: три перших легендарних GogolFest, сезони Української моди, експозиції "Прощай, зброє", "З вершин" та багато інших.  
Постійно бере активну участь у відновленні і будівництві українських храмів і церков. Досить згадати реконструкцію побудованої в 1810 р. на Аскольдовій могилі (м. Київ) церкви-ротонди і православного храму на території с. Лісники Київської області, будівництво православного храму в с. Дятілевка Хмельницької області та римо-католицького костелу в м. Бориспіль.
У 2004 році  став ініціатором духовної прощі «Хід примирення», розпочалася вона 19 серпня в місті Судова Вишня Львівської області. Тоді, з благословіння вищих ієрархів, в спільну дорогу вирушили 12 представників трьох українських православних конфесій, греко- та римо-католиків, а також юдеїв, мусульман та буддистів. Учасники багатоденного походу по Україні і Криму відвідали духовні і культурні святині кожної конфесії, разом молилися в церквах, синагогах, кірхах, костелах, мечетях, протестантських домах молитви. Жили у родинах парафіян. Очікувалося, що «Хід примирення» започаткує конструктивний діалог між представниками різних конфесій задля духовного об'єднання нації.
7 липня 2013 року — відкрив в Національному музеї народної архітектури та побуту України в Пирогово реконструкцію язичницького капища «Дуб Перуна» з оригінальним Дубом Перуна IIX століття, якого знайшли в гирлі Дніпра у 1975 році  
29 січня 2014 року, символічно в день Героїв Крут, виступив ініціатором та разом з побратимами з Майдану (Білий молот, Вікінги, частина Правого сектору) організатором відродження Національної гвардії України, давши в цей день обітницю Українському народу в Українському домі міста Києва.
1 вересня 2022 року в Альма-матер, Національному університеті імені Т.Шевченка (безпосередньо у головному червоному корпусі), був відкритий РОДОВІДмузей. У 2021 – РОДОВІДмузей в Таврійському Національному Університеті імені Володимира Вернадського.
Ігор Дідковський — голова Піклувальної ради Трипільської культури України. Завдяки діяльності Піклувальної ради відбувається популяризація трипільської культури в Україні: відкриваються музеї, організовуються виставки, концерти, видаються книги, створюються осередки вивчення та практичного відтворення предметів побуту трипільців. Так от, 17 лютого 2021 року в Таврійському національному університеті імені В. І. Вернадського Ігор Дідковський відкрив РОДОВІДмузей — унікальне поєднання реконструкції гончарних виробів Трипільської доби та галереї сучасного українського мистецтва. 26 травня 2021 відкрито обеліск Борцям за волю і незалежність України з написом-ідіологемою «Україна — це я!» біля Київського обласного археологічного музею в селі Трипілля. 24 серпня 2024 року в честь 33-ліття Неньки встановив на Майдані Незалежності святилище "праМама Слава", відкривши перед цим 25 вересня 2023 року РІДхрам Української ідентичності "RID. Книги та кава", місто Київ, вулиця Хрещатик 7/11, який вмить став культовим для українців та гостей столиці.  
Ігор Дідковський переконаний, що в Україні завжди був матріархат. Поклоніння та служіння Берегиням вважає за свій обов'язок і саме тому в рамках реалізації Національної програми «Україна здорова» створює кабінети в котрих можна пройти обстеження усього організму та молочної залози, зокрема. Центри оснащуються приладами: електроімпедансним мамографом MAMOS та неінвазивним аналізатором крові, які є унікальними розробками приватного українського Науково-дослідного інституту «Nano Sapiens». Наприклад, такий кабінет було відкрито в Національному університеті «Острозька академія». Але надмета – це докорінна зміна всієї системи освіти України: від дошкільної освіти до університетів Третього віку за рахунок створення науково-дослідного РОДОВІДуніверситету.

## Визнання
За заслуги перед Українською православною церквою нагороджений орденом Преподобного Нестора Літописця.
3 вересня 2004 року — указом Президента України Л. Кучми було присвоєно почесне звання «Заслужений працівник культури України».

## Творчість
Ігор Дідковський пише філософську поезію, котру видає у видавництві Саміт-книга під псевдонімом.

Одна з його поезій: 
Для Богів — я Бог

Для людей — людина
Для вовків — вовчара
Для блискавок — темна хмара
Для билинок — билинка
Для піщинок — піщинка
А насправді — я любов

Знов і знов…